# Райнгарт Рехе
Райнгарт Рехе (нім. Reinhart Reche; 13 грудня 1915 — 3 березня 1993, Бад-Годесберг) — німецький офіцер-підводник, капітан-лейтенант крігсмаріне, капітан-цур-зее бундесмаріне. Кавалер Лицарського хреста Залізного хреста.

## Біографія
8 квітня 1934 року вступив на флот. Служив інструктором на легкому крейсері «Емден». В квітні 1940 року переведений в підводний флот. Здійснив 2 бойових походи на підводному човні U-751, яким командував Гергард Бігальк. З 29 листопада 1941 року — командир U-255, на якому зробив 6 походів (провівши в морі в цілому 145 днів). Більшу частину боїв провів у водах Арктики. Зіграв важливу роль в розгромі конвою PQ-17. Всього за час бойових дій потопив 10 кораблів загальною водотоннажністю 54 420 тонн.
| Дата            | Назва корабля                          | Тип               | Тоннаж | Вантаж                                                                            | Екіпаж | Загинули | Країна     | Конвой |
| --------------- | -------------------------------------- | ----------------- | ------ | --------------------------------------------------------------------------------- | ------ | -------- | ---------- | ------ |
| 6 липня 1942    | John Witherspoon                       | Торговий пароплав | 7,191  | 8575 тонн боєприпасів і танків                                                    | 50     | 1        | США        | PQ-17  |
| 7 липня 1942    | Alcoa Ranger                           | Торговий пароплав | 5,116  | 7200 тонн сталі, бронеплит, борошна і 19 танків як палубний вантаж                | 40     | 0        | США        | PQ-17  |
| 8 липня 1942    | Olopana                                | Торговий пароплав | 6,069  | 6000 тонн вибухівки, бензину та вантажівок як палубний вантаж                     | 41     | 7        | США        | PQ-17  |
| 13 липня 1942   | Paulus Potter                          | Торговий пароплав | 7,168  | 2250 тонн генеральних вантажів, боєприпаси, 34 танки, 15 літаків і 103 вантажівки | 76     | 0        | Нідерланди | PQ-17  |
| 20 вересня 1942 | Silver Sword                           | Торговий пароплав | 4,937  | 5000 тонн шкур і хромової руди, а також палубний вантаж (деревна маса)            | 64     | 1        | США        | QP-14  |
| 26 січня 1943   | Красный Партизан                       | Торговий пароплав | 2,418  | Пиломатеріали                                                                     | 51     | 51       | СРСР       |        |
| 29 січня 1943   | Уфа                                    | Торговий пароплав | 1,892  | Пиломатеріали                                                                     | 39     | 39       | СРСР       |        |
| 3 лютого 1943   | Greylock                               | Торговий пароплав | 7,460  | 1130 тонн фосфату кальцію як баласт                                               | 70     | 0        | США        | RA-52  |
| 5 березня 1943  | Executive                              | Торговий пароплав | 4,978  | 1500 тонн хлориду калію                                                           | 62     | 9        | США        | RA-53  |
| 10 березня 1943 | Richard Bland (безповоротно втрачений) | Торговий пароплав | 7,191  | 4000 тонн пиломатеріалів                                                          | 69     | 34       | США        | RA-53  |

6 червня 1943 року переведений в штаб командувача підводними човнами на Північному морі. Після закінчення війни вийшов у відставку, але в 1956 вступив на службу у ВМС ФРН. В 1959/61 роках керував бойовою підготовкою моряків-підводників, потім займав різні штабні посади. В 1974 році вийшов у відставку.

## Звання
- Кандидат в офіцери (8 квітня 1934)
- Морський кадет (26 вересня 1934)
- Фенріх-цур-зее (1 липня 1935)
- Оберфенріх-цур-зее (1 січня 1937)
- Лейтенант-цур-зее (1 квітня 1937)
- Оберлейтенант-цур-зее (1 квітня 1939)
- Капітан-лейтенант (1 жовтня 1941)

## Нагороди
- Медаль «За вислугу років у Вермахті» 4-го класу (4 роки)
- Залізний хрест
  - 2-го класу (7 липня 1941)
  - 1-го класу (23 липня 1942)
- Нагрудний знак підводника (9 вересня 1941)
- Лицарський хрест Залізного хреста (17 березня 1943)
- Фронтова планка підводника в бронзі (2 листопада 1944)
- Орден «За заслуги перед Федеративною Республікою Німеччина», лицарський хрест